# پاچه انجیر
پاچه انجیر، روستایی از توابع بخش چوار شهرستان ایلام در استان ایلام ایران است.

## جمعیت
این روستا در دهستان بولی قرار دارد و براساس سرشماری مرکز آمار ایران در سال ۱۳۸۵، جمعیت آن ۲۵ نفر (۵خانوار) بوده‌است.